# Riña en un café
Riña en un café of Baralla en un cafè (in het Nederlands: Ruzie in een café) is een Catalaanse film van Fructuós Gelabert i Badiella en Santiago Biosca uit 1897. Hij wordt algemeen beschouwd als de allereerste Spaanse speelfilm met een echte verhaallijn.
De film werd opgenomen met een vaste camera op een binnenplaats van Vapor Vell, een textielfabriek in de Barcelonese wijk Sants. De acteurs waren vrienden van Gelabert en Biosca, en de figuranten de gewone klanten van het café.
De film werd voor het eerst vertoond tijdens de Festa Major van Sants, samen met enkele korte documentaires van Gelabert en enkele korte films van de gebroeders Lumière. Vooral Riña en un café maakte indruk op het publiek; het was de eerste keer dat ze een film zagen in een buurt die ze kenden. Dit succes droeg ertoe bij dat Gelabert van filmmaken en films vertonen zijn hoofdberoep maakte. Tot dan toe was filmmaken vooral een bezigheid voor wetenschappers en uitvinders.
Op enkele foto's na is het oorspronkelijke exemplaar verloren gegaan. In 1952 heeft Gelabert een nieuwe versie gemaakt, die in de Filmoteca de Catalunya bewaard wordt.

## Verhaal
Het verhaal van de film draait om een groep vrienden en een knappe jongeman die op het terras van een buurtcafé ruziën over een meisje dat daar ten tonele is verschenen. De ruzie ontaardt in een gevecht, dat dankzij de tussenkomst van omstanders ten einde komt. Uiteindelijk schudt iedereen elkaar de hand.